# Konstantínos Baryótas
Konstantínos Baryótas (en grec Κωνσταντίνος Μπαργιώτας), né en 1965 à Sykia en Grèce, est un homme politique grec.

## Biographie
Aux élections législatives grecques de janvier 2015, il est élu député au Parlement grec sur la liste de La Rivière dans la circonscription de Larissa.